# A154 (Russland)
Die A154 ist eine Fernstraße föderaler Bedeutung in der nordkaukasischen Republik Kabardino-Balkarien in Russland. Sie führt vom Dorf und Rajonverwaltungszentrum Urwan westlich von Naltschik an der R217 durch das Tal des Tscherek über die Siedlung Kaschchatau und das Dorf Werchnjaja Balkarija nach Uschtulu.
Die Straße erhielt die Nummer A154 im Jahr 2010. Zuvor trug sie als Fernstraße regionaler Bedeutung der Republik Kabardino-Balkarien die Nummer R291. Die Nummer A154 trug bis 2010 eine Straße in nördlichen Kaukasusvorland, die Astrachan über die kalmückische Hauptstadt Elista mit Stawropol verbindet und heute die Nummer R216 führt.